# Irina Sumnikova
Irina Sumnikova, född den 15 oktober 1964 i Minsk, dåvarande Sovjetunionen, är en rysk basketspelare som var med och tog OS-guld 1992 i Barcelona. Hon tävlade för det förenade laget.